# Милица Томић
Милица Томић (рођ. Милетић; Нови Сад, 30. новембар 1859 — Нови Сад, 24. новембар 1944) била је српска политичарка, посланица, уредница и активисткиња.

## Биографија

### Порекло и брак са Јашом
Рођена је у Новом Саду, као ћерка Светозара Милетића, политичког првака Срба у Угарској, који је надахнут националним духом дао својој ћерки име по првој српској песникињи Милици Стојадиновић Српкињи. Поред тога што јој је отац био утицајан политичар, Милица се удала за Јашу Томића, који је такође био значајна фигура у политичком животу, као вођа моћне радикалне странке у Војводини крајем 19. и почетком 20. века. С обзиром на породичне и брачне везе, не чуди што је тешко раздвојити приватну од јавне сфере у животу Милице Томић. Од најраније младости била је политички активна уз изузетно снажне и утицајне мушке фигуре, а посебно је интригантно да се Милица Томић у потпуности повукла из јавног живота након мужевљеве смрти 1922. године.
Да је живот Милице Томић увек био преплет приватног и јавног, најбоље сведочи управо њен однос са Јашом Томићем. Познанство Милице и Јаше започело је као професионална веза током преузимања листа „Застава“. Желећи да сачува новине од супротстављене политичке опције, Милица (Милетић) одлучује да их повери Томићу, који, такође, из политичких разлога преузима уређивање ове изузетно значајне и утицајне публикације. Међутим, убрзо након пословног договора, и највероватније и поред актуелне везе са другим човеком, Милица се удаје за Јашу Томића, а овај брак изазива „буру“ у јавности и различито се коментарише, а најчешће као брак из обостраног користољубља.
Међутим, живот брачног пара Томић, као изузетно чврста, професионална и лична повезаност између ово двоје брачних, али и пословних партнера, указује и на другачије основе њихове везе, као и на нетачност нагађања јавног мњења, које ће у великој мери, а често и пресудно, утицати на њихов брачни живот. Врхунац „утицаја“ јавног мњења на њихов приватни живот била је полемика коју су водили у новинама са либералом Мишом Димитријевићем, која је резултирала тиме да је Јаша Томић на новосадској железничкој станици ножем убио Мишу Димитријевића, након чега је осуђен на затворску казну, те је провео шест година у затвору. У сукобу Томић-Димитријевић до коначног обрачуна дошло је тек након Димитријевићевог напада на Милицу, када је у јавност изнео њено девојачко љубавно писмо за које је сматрао да дискредитује не само Милицу Томић, већ и њен брак. Овај, у својој основи политички сукоб, имао је све одлике савремених политичко-медијских (новинарских) афера у којима се не преза од „прљавих“ средстава којима се оспорава и унижава противник, а која се најчешће своде на мешање приватних околности и јавног деловања, тако што се из сфере приватности преузимају погодне, више или мање тачне, или се пласирају потпуно нетачне, информације како би се дискредитовало нечије јавно лице.

### Друштвено-политичка делатност
Највећи део живота Милица Томић провела је у Новом Саду бавећи се политиком, уређивањем часописа и феминистичко-еманципаторским активизмом. Школовала се у Новом Саду, Бечу и Пешти и говорила је неколико језика: немачки, мађарски, француски и енглески.
Од најранијих дана њеног детињства, отац Светозар Милетић упутио ју је у своје планове, идеје и послове, па је постала његова главна сарадница као врло млада девојка. У политички живот ушла је за време Милетићевог другог боравка у затвору (1876—1879). Тада је одржавала очеву преписку и контакте, редовно га обавештавала о политичким и другим друштвеним догађајима. У том периоду остварила је и сопствене политичке везе. Почела је да уређује „Заставу“ и да пише чланке за ово, најважније политичко гласило Срба у Угарској, које основао управо Светозар Милетић, а чија је власница касније постала Милица Томић. Ангажман Милице Томић у овом периоду омогућио је функционисање и странке и листа, који би у супротном, због трогодишњег боравка Милетића у затвору, или били угашени или би их преузели политички опоненти.
Милица Томић је одрасла уз политику и током читаве своје јавне делатности била је уско повезана са њом. Поред политичког ангажмана у странци свога супруга Јаше Томића, била је једна од шест жена које су као посланице 1918. године учествовале у раду Велике народне скупштине у Новом Саду, која је одлучивала о припајању Баната, Бачке и Барање Краљевини Србији. То је био први и усамљени случај политичке еманципације жена на овим просторима, и морало је проћи још неколико деценија да би жене добиле пуна политичка права и у том сегменту се изједначиле са мушкарцима.
Била је изузетно ангажована на пословима еманципације и просвећења жена: поред оснивања и уређивања часописа Жена и писања текстова у овом и другим гласилима, деловала је и у различитим феминистичким удружењима и организацијама. Била је упућена у светске феминистичке токове и водила је преписку са водећим феминисткињама свога времена, међу којима је била и суфражеткиња Розика Роза Швимер. Била је оснивачица женске читаонице „Посестрима“ и уредница и власница листа „Жена“, који је редовно излазио од 1911. до 1922. године. Читаоница „Посестрима“ деловала је од 1910. до 1914. године када је угарска власт укида, да би се њен рад наставио 1918. године. Деловање овог удружења било је на подручју женског описмењавања, образовања и опште еманципације. Окупљало је Новосађанке на састанцима током којих су се читали различити текстови, најчешће књижевни и чланци о здрављу. Оваква активност читаонице била је у складу са уверењем Милице Томић да је образовање основни предуслов за напредак жене, али и у складу са уверењем о неопходној солидарности различитих друштвених слојева. У складу са тим убеђењем читаоница је имала и свој добротворни фонд из кога се новац користио за помоћ болеснима и сиромашнима.
Милица Томић је била једина жена потписана као уредница часописа у првим деценијама 20. века и по томе је лист „Жена“ више него јединствен у историји штампе намењене женама. Други женски листови које су суштински уређивале жене, због другачије законске регулативе у тренутку оснивања, морали су имати мушкарце потписане као главне уреднике. Лист „Жена“ један је од најзначајнијих феминистичко-еманципаторских листова с почетка 20. века. Феминизам Милице Томић и њеног часописа укључивао се у први талас европског феминизма, и настављао се на идеје омладинског феминизма у јужној Угарској (и Кнежевини Србији), који је формулисан на основу учења Светозара Марковића о социјалистичком уређењу друштва. Лист „Жена“ је имао превасходно еманципаторску и просветитељску улогу и настојао је да креира и промовише концепт нове жене, или, како ће Јулка Хлапец Ђорђевић деценију касније говорити, концепт advanced woman, као и да покаже које су њене нове улоге у друштву. У текстовима који су објављивани у овом листу инсистирало се на важности образовања жене, на њеном изласку из приватне сфере куће и породице и укључивању у јавну сферу, која је махом била резервисана за мушкарце. Међутим, Милица и Јаша Томић, као и лист „Жена“, у складу са духом времена у коме су деловали, нудили су концепт средњег пута, који је подразумевао жену која се усавршава, школује и еманципује у циљу сопственог напретка, али и у циљу опстанка и унапређења целокупног друштвеног окружења у коме делује. У том контексту образована жена постаје чвршћи стуб породице, заслужна за изградњу што квалитетнијег породичног окружења и за што боље образовање и васпитање сопствене деце. Оваква улога жене у времену великих сукоба, какви су били балкански ратови и Први светски рат, и растућа национална свест у европским размерама, подразумевала је и укључивање жене у шири контекст и проширивање њене улоге до чувара нације.
Милица Томић је својим ангажманом на више друштвених поља остварила изузетан друштвени утицај у првим деценијама 20. века, а њена делатност се као важна етапа укључује у развојни пут феминистичко-еманципаторских процеса у српској култури, али такође и у политичку историју, као и историју штампе.